# Danielle Darrieuxová
Danielle Darrieuxová (celým jménem Danielle Yvonne Marie Antoinette Darrieux, 1. května 1917 Bordeaux, Francie – 17. října 2017 Bois-le-Roi) byla francouzská filmová a divadelní herečka a zpěvačka.
Jako herečka začala v roce 1931 ve věku 14 let a ztvárnila postupně role ve více než 110 filmech. Byla jednou z velkých francouzských filmových hvězd a její osmdesátiletá kariéra patří mezi nejdelší ve filmovém průmyslu.

## Filmografie (výběr)
- Červený a černý (1954, podle Stendhalova románu, role paní de Rénal, s Gérardem Philipem)
- Ďábel a desatero (1962, role Clarisse Ardanové, s Charlesem Aznavourem, Alainem Delonem a dalšími)
- Svatý rok (1976, role Christiny, s Jeanem Gabinem a Jean-Claudem Brialym)